# Ștefan Vodă (distriktshuvudort)
Ştefan Vodă (ryska: Штефан-Водэ, Суворово) är en distriktshuvudort i Moldavien. Den ligger i distriktet Raionul Ştefan Vodă, i den sydöstra delen av landet. Ştefan Vodă ligger 166 meter över havet och antalet invånare är 7 700.
Terrängen runt Ştefan Vodă är huvudsakligen platt, men norrut är den kuperad.  Trakten runt Ştefan Vodă består till största delen av jordbruksmark.